# Karl Weidinger (Schriftsteller)
Karl Weidinger, auch Kawei (* 12. März 1962), ist ein österreichischer Schriftsteller, Übersetzer und Hörspielautor, der davor auch als Briefträger bei der Österreichischen Post sowie als Kreativdirektor und Werbetexter tätig war.
Bekanntheit erlangte er nicht nur als Akteur der Wiener Chaostruppe Drahdiwaberl, sondern auch als Verfasser zahlreicher Kulturbeiträge und Gastkommentare in verschiedenen Tageszeitungen sowie mehrerer Romane oder Stadtführer.

## Leben
Karl Weidinger wurde am 12. März 1962 geboren und wuchs in Piringsdorf im bugenländischen Bezirk Oberpullendorf auf. Er besuchte das Gymnasium in Oberpullendorf, verließ es jedoch nach der 8. Klasse als Schulsprecher ohne Matura. Anschließend arbeitete er bei der Österreichischen Post als Briefträger, bei der er bereits während seiner Schulzeit Ferialjobs absolviert hatte. Später wurde Weidinger als Kreativdirektor und Werbetexter tätig und arbeite mehrere Jahre in diesem Beruf. Als Selfmade-Werbetexter, der mitunter Werbetexte und -programme für Industriebetriebe schrieb, wurde er unter anderem beim ORF-„Top Spot“ 1992 mit der Bronzenen Werbetrommel ausgezeichnet. Als Creative Director war er unter anderem bei der Oberpullendorfer Disco Kobor tätig. Das Kobor galt als Kult-Lokal und Underground-Lokal der ersten Stunde und wurde 1992 geschlossen. Von Willy Kralik wurde ihm in den 1990er Jahren ein Drehbuch zu dessen Hörfunkquiz Turnier auf der Schallaburg angeboten. Außerdem war er in dieser Zeit Gast von Claudia Stöckl moderierten Radiosendung.
Ab 1995 gehörte Weidinger der vom Wiener Aktionismus beeinflussten, anarchistischen und politisch linken Hard Rock/Punk-Band Drahdiwaberl rund um Mastermind Stefan Weber an. Weiters schreibt er Kulturbeiträge und Gastkommentare in verschiedenen Tageszeitungen wie Kurier, Der Standard, Wiener Zeitung, Die Presse oder dem Magazin Format und ist bereits seit Jahrzehnten als Autor für die Straßenzeitungen Augustin und Uhudla tätig. Dabei trat er vielfach als Interviewer in Erscheinung und führte Gespräche mit herausragenden Persönlichkeiten, darunter Ivica Osim für den Augustin. Ab den späten 1990er Jahren gab Weidinger auch „Kurse für Creative Writing“ an der Burgenländischen Volkshochschule in Eisenstadt.
Zu den von Weidinger veröffentlichten Romanen zählen kaweis Postreport: Der Missbrauch des aufrechten Ganges (1993), kaweis Unterstufe-Lesebuch: Der Herr vom Uhudla (1996), kaweis Werbegang: Die Verhaftung der Dunkelheit wegen Einbruchs (2003) oder Die schönsten Liebeslieder von Slipknot (2007). Sein Erstlingswerk kaweis Postreport behandelt autobiografische Erlebnisse, die er in neun Jahren als Burgenländer bei der Post hatte. Vom Österreichischen Filminstitut erhielt er 1994 eine mit bis zu 40.000 Schilling dotierte Förderung zu Erstellung eines Drehbuchs basierend auf seinem Erstlingswerk als Schriftsteller. 1997 war er einziger burgenländischer Vertreter bei der Leipziger Buchmesse.
Den Einband zu seinem 2003 erschienen kawei-Buch gestaltete der mit Weidinger bekannte Künstler Ernst Fuchs. Zudem war Weidinger an mehreren anderen literarischen Projekten beteiligt. So wirkte er 1998 in Zusammenarbeit mit der Obdachlosenzeitung Augustin an der Übersetzung von Good Night Vienna von Vicky Wilson R. Magwiro mit. Ein Jahr später, 1999, erschien die Monografie Deccade von Eve S. Stoccholm, an der er ebenfalls beteiligt war. Zudem gab er im Jahr 2000 den Nachlass des Piringsdorfer Heimat- und Mundartdichters Lorenz Mandl (1913–1990) heraus und veröffentlichte unter dem Titel Müllner Lenz – Meine Reime und Gedichte eine Sammlung von dessen Werken. 2005 veröffentlichte er das Buch Piringerisch fiar Furtg’schrittne und Dahuambliebmi, ein Buch über den speziellen Dialekt in Piringsdorf.
Ab den 2010er Jahren trat Weidinger, der einst als Postler im 13. tätig war, als Stadtflaneur in Erscheinung und veröffentlichte etwa 2013 ein Buch inkl. Hörbuch über den 4. Wiener Gemeindebezirk. Neben dem Buch, das im Aktionsradius Wien in der Reihe StadtFLANERIEN Wien erschien, veröffentlichte er auch noch weitere Werke in dieser Reihe, die unter anderem auch andere Bezirke wie etwa Liesing (23.) behandelte. Bis 2021 veröffentlichte er insgesamt sieben gedruckte Bücher sowie acht Hörbücher.
Weidinger lebt in Piringsdorf und in Wien.

## Werke (Auswahl)
- 1993: kaweis Postreport: Der Missbrauch des aufrechten Ganges[11] (1994 in 3. Auflage erschienen;[1] vollprivatisierte 4. Auflage: 2001[23][24])
- 1997: kaweis Unterstufe-Lesebuch: Der Herr vom Uhudla[12]
- 1997: telmaH (Hörspiel)[17]
- 1998: Vicky Wilson R. Magwiro: Good Night Vienna (Übersetzung)
- 1999: Eve S. Stoccholm: Deccade (Übersetzung)
- 2000: Müllner Lenz – Meine Reime und Gedichte[18]
- 2003: kaweis Werbegang: Die Verhaftung der Dunkelheit wegen Einbruchs[14]
- 2005: Piringerisch fiar Furtg’schrittne und Dahuambliebmi[19]
- 2007: Die schönsten Liebeslieder von Slipknot[16]
- 2013: Wieden. Ein Streifzug durch den 4. Wiener Bezirk
- 2019: Liesing. Ein Streifzug durch den 23. Wiener Bezirk